# اکسترا ایی‌ای-۲۳۰
اکسترا ایی‌ای-۲۳۰ (به انگلیسی: Extra_EA-230) یک هواگرد ملخ‌پیشین تک‌موتوره از نوع Aerobatic sportsplane ساخت شرکت Extra است. هواگرد اکسترا ایی‌ای-۲۳۰ نخستین پروازش را در ۱۴ ژوئیه ۱۹۸۳ میلادی انجام داد.
طراح این هواگرد، Walter Extra بود.